# Программируемая материя
Программируемая материя — это материя, которая может изменять свои физические свойства (форму, плотность, структуру, оптические свойства и т. д.) программируемым образом, посредством заданных пользователем или автономных восприятий. Программируемая материя, таким образом, связана с концепцией материала, который имеет внутренне присущую ему способность выполнять обработку информации.
Состоит из молекулярных компьютеров.

## История
Термин «программируемая материя» изначально придумали в 1991 году Тоффоли и Марголус для обозначения ансамбля из мелкомодульных вычислительных компонентов, расположенных в пространстве. Их статья описывает вычислительную подложку, состоящую из распределенных в пространстве мелкозернистых вычислительных узлов, которые общаются путём взаимодействия только с ближайшими соседями. В таком понимании программируемая материя относится к моделям вычислений, похожих на клеточные автоматы и автоматы решетчатого газа. Архитектура CAM-8 является примером аппаратной реализации этой модели. Эта функция известна также под названием «цифровые поля ссылок» в некоторых разделах науки о самовоспроизводящихся машинах.
В начале 1990-х годов появилось значительное количество работ в области реконфигурируемой модульной робототехники с философией, похожей на программируемую материю.
Когда нанотехнологии и технологии полупроводниковых материалов и самовоспроизводящихся машин достигли определённого уровня, использование термина «программируемая материя» изменилось, поскольку открылись совершенно новые возможности. Стало доступно построение таких совокупностей элементов, которые могут быть «запрограммированы» так, чтобы изменились их физические свойства в действительности, а не только на модели. Таким образом, под программируемой материей стали понимать «любой набор субстанций, который может быть запрограммирован на изменение своих физических свойств».
Летом 1998 года в дискуссии по обсуждению искусственных атомов и программируемой материи, Вил Маккарти и Г. Шнайдер придумали термин quantum wellstone с англ. — «квантовый уэллстоун» (или просто «уэллстоун»), чтобы описать свою гипотетическую, но правдоподобную форму программируемой материи. Маккарти использовал этот термин в своих романах.
В 2002 году Сет Голдштейн и Тодд Моури начали проект по клэйтронике Университета Карнеги-Меллона с целью исследования основных аппаратных и программных механизмов, необходимых для реализации программируемой материи.
В 2004 году группа по информационной науке и технике DARPA изучили потенциальные возможности создания программируемой материи. Результаты исследований, выполненных в 2005—2006 годах, были опубликованы в отчёте «Реализация программируемой материи», который заложил основу многолетнего плана исследований по программируемой материи.
В 2007 году программируемая материя была предметом тендера DARPA на проведение исследований и разработку последующих планов.

## Подходы к проблеме программируемой материи
По одному из представлений творческой мысли программирование считается внешним по отношению к материи, поэтому материя может целенаправленно изменять свойства при воздействии света, электрических или магнитных полей и т. д. Например, в рамках этой школы, жидкокристаллический дисплей является одной из форм программируемой материи. Сторонники второй школы считают, что если отдельные элементы некоторой совокупности могут выполнять вычисления, то в результате этих вычислений возможно изменение физических свойств всей совокупности. Примером этого более амбициозного направления разработок программируемой материи является клэйтроника, в которой результатом расчётов элементов совокупности является изменение её формы.
Сейчас предложено много конкретизаций программируемой материи, которые можно условно расположить на некоторой шкале, имеющей размерность длины. На одном конце спектра будет реконфигурируемая модульная робототехника, в которой отдельные элементы структур находятся в сантиметровом диапазоне расстояний друг от друга. На наноуровневом конце спектра находится огромное количество различных конкретизаций программируемой материи, начиная от методов изменения молекул до квантовых точек. Квантовые точки в действительности часто называют искусственными атомами. В интервале от микрона до субмиллиметрового диапазона нашей шкалы расположены клэйтроника, микроэлектромеханические системы, клетки, созданные с использованием синтетической биологии, а также концепция утилитарного тумана.

## Примеры программируемой материи
Поскольку разработано много концепций программируемой материи, то возникло и много направлений научных исследований, использующих одно и то же название для своего направления. Ниже приводятся некоторые конкретные примеры программируемой материи.

### «Простая» программируемая материя
К ней относятся материалы, которые могут изменять свои свойства на основе некоторых входных сигналов, но сами по себе они не делают сложных вычислений.

#### Сложные жидкости
Физические свойства некоторых сложных жидкостей могут быть модифицированы путём приложения тока или напряжения, как, например, в случае с жидкими кристаллами.

#### Метаматериалы — кристаллы
Метаматериалы — это искусственные композиты, которые обладают таким управляемым химическим взаимодействием, которое не встречается в природе. Одним из примеров является разработанный Дэвидом Смитом, а затем Джоном Пендри и Дэвидом Шури материал, у которого показатель преломления настроен так, что он может иметь различные значения в разных точках материала. Если настройку сделать соответствующим образом, то из такого вещества можно сделать «плащ-невидимку».

#### Молекулы с изменяющейся формой
Активной областью исследований являются молекулы, которые могут изменять свою форму, а также другие свойства, в ответ на внешние раздражители. Эти молекулы могут использоваться по отдельности или в массовом порядке для формирования новых видов материалов. Например, группа Фрейзера Стоддарта из Калифорнийского университета занимается разработкой молекул, которые могут изменять свои электрические свойства.

### Робототехнические подходы

#### Самоперестраиваемая модульная робототехника
Самоперестраиваемая модульная робототехника (СМР) является областью робототехники, целью которой является создание групп совместно работающих робототехнических модулей, которые должны динамически менять форму и создавать тип поведения, подходящий для выполнения поставленных задач. Подобно другим видам программируемой материи, СРМ стремится предложить какие-либо улучшения в объектах или системах любой природы путём введения новых возможностей, например:
1. Наиболее важным направлением является создание невероятной гибкости, которая основана на возможности изменять физическую структуру и поведение путём выбора программного обеспечения, управляющего каждым модулем.
2. Возможность восстановления работоспособности посредством автоматической замены вышедших из строя модулей. Это повышает устойчивость систем СРМ.
3. Снижение экологических воздействий за счет повторного использования одних и тех же модулей для различных решений.

Самоперестраиваемая модульная робототехника пользуется энергичной и активной поддержкой исследовательского сообщество. Более подробную информацию и ссылки можно найти на сайте:

#### Клэйтроника
Клэйтроника является новым направлением технических наук, связанным с реконфигурируемыми наномасштабными роботами (клэйтронными атомами или к-атомами), предназначенными для создания более крупных машин и механизмов. К-атомы являются компьютерами субмиллиметрового размера, в конечном итоге они должны иметь возможность передвигаться, общаться с другими компьютерами, изменять цвет и электростатическое соединения с другими к-атомами с целью формирования различных заданных форм.

#### Клеточные автоматы
Клеточные автоматы являются полезной абстрактной концепцией, которая позволяет обобщить некоторые понятия дискретных взаимодействующих объектов и придать им желаемое общее поведение.

### Квантовые ямы
Квантовая яма может удерживать один или несколько электронов. Эти электроны совместно с квантовой ямой ведут себя подобно искусственным атомам, которые, как и реальные атомы, могут образовывать ковалентные связи, хотя они чрезвычайно слабы. Другие свойства квантовых ям также варьируются в широком диапазоне, что обусловлено их большими размерами по сравнению с истинными атомами.

### Синтетическая биология
Синтетическая биология — это область исследований, направленных на создание клеток с «новыми биологическими функциями». Такие клетки обычно используются для создания больших систем (например, биоплёнки), которые могут быть «запрограммированы» на использование синтетических генных сетей (таких, как генетические бистабильные переключатели), чтобы они могли изменять свой цвет, форму и т. д.

## Программируемая материя в фантастике
В фантастике программируемая материя пока что является главным образом объектом видения будущего. Идеи, стоящие за ней, рассмотрены во многих произведениях научной фантастики. Например (этот список далёк от полноты):
- Персонаж Т-1000 из фильма Терминатор 2: Судный день попадает под определение программируемой материи, хотя в фильме об этом не говорится.
- Способность становиться программируемой материей — одна из функций нанороботов из фантастического рассказа «Сеть Нанотех» Александра Лазаревича.
- Программируемая материя называется «Уэллстоун» во многих рассказах Виля Маккарти.[13]
- Она называется «Триллионы» в детской книге Николаса Фиска Trillions.[14]
- Она называется «графической реальностью» в книге Вернора Винджа A Fire Upon the Deep («Пламя над бездной»).[15]
- Она присутствует в романе Дэвида Брина Kiln People («Выпечка людей»).[16]
- Она называется «Computronium» в произведении Чарльза Стросса Accelerando.[17]
- Для быстрого возведения здания используется программируемый кремний в романе Питера Гамильтона Night’s Dawn Trilogy («Трилогия ночной зари»).
- Репликаторы из телевизионного сериала Звёздные врата: SG-1 основаны на этой технологии.
- «Forge» (кузница) в сериале Приключения Пендрагона является устройством из программируемой материи, созданным Марком Даймондом и Энди Митчеллом.
- В романе «Star Trek: Судьба» трилогии «Star Trek» каэльеры являются чужеродной расой, тела которых состоят из к-атомов (клэйтронных атомов).
- В фильмах «Бэтмен: Начало» и «Тёмный рыцарь» из этой материи сделан плащ Бэтмена.
- В романе Станислава Лема «Непобедимый» на планете Регис III происходит эволюция механизмов, т. н. «мушек», оставшихся от инопланетной цивилизации.
- Глиммер (Блеск) - разновидность программируемой материи, используемая в качестве материала и топлива в  играх Destiny (игра) и Destiny 2. В самих играх служит валютой последнего города человечества.
- В сериале Звёздный путь "Дискавери", в 4-м сезоне упоминается программируемая материя, как новая технология ремонта и строительства кораблей в будущем, в которое попал звездолёт, перемещаясь по путям мицелия.